# Савинешти (Појана Тејулуј)
Савинешти (рум. Săvinești) насеље је у Румунији у округу Њамц у општини Појана Тејулуј. Oпштина се налази на надморској висини од 536 m.

## Становништво
Према подацима из 2011. године у насељу је живело 317 становника.